# Фратаксин
Фратаксин (англ. frataxin, сокр.FXN) — белок, играющий важную роль в работе митохондрий, в частности, в выведении железа из около-митохондриального пространства. В отсутствие фратаксина избыток железа вызывает образование свободных радикалов и повреждения. Кодируется геном FXN, который локализуется на 9-й хромосоме длинного плеча (q-плеча). Белок состоит из последовательности 210 аминокислотных остатков и имеет молекулярную массу 23135 Да.
Мутации в гене, кодирующем фратаксин, являются причиной атаксии Фридрейха.